# 4-Méthylacétophénone
La 4-méthylacétophénone est une cétone dérivée de l'acétophénone. Elle possède des propriétés olfactives qui la font utiliser dans les parfums à dominante de lilas où elle est très appréciée pour sa rémanence.
On l'obtient par acylation du toluène.